# Lepyrodia macra
Lepyrodia macra là một loài thực vật có hoa trong họ Restionaceae. Loài này được Nees mô tả khoa học đầu tiên năm 1841.